# Судебный медик
Судебно-медицинский эксперт — квалифицированный эксперт в области судебной медицины, в чьи обязанности входит расследование случаев смертей и травм, происходящих при необычных или подозрительных обстоятельствах, выполнение посмертной экспертизы. В некоторых государствах имеет право инициировать дознание.

## Профессиональная роль
Обязанности судебного медика могут варьироваться в зависимости от страны и служебной иерархии. Как правило, они включают в себя:
- исследование органов тела, таких как желудок, печень, головной мозг;
- установление причины смерти;
- ведение записей о смертях;
- выдача заключения о смерти;
- дача ответов на запросы в случае массовых смертей;
- установление личности неизвестных умерших;
- выполнение других функций в зависимости от законодательства государства.

В некоторых юрисдикциях эти и другие обязанности исполняет коронер. В США в одних штатах существует совмещение служб судебного медика и коронера, а в других штатах эти системы функционируют параллельно друг с другом. Требования к должности изменяются в широких пределах на разных административных территориях.

### Великобритания
В Великобритании для занимания такой должности необходимо формальное медицинское образование. Многие работодатели также предъявляют требования к образованию в области патологии, в то время как другим достаточно обычной медицины. В Великобритании судебный медик является профессиональным медицинским работником, в то время как коронер относится к должности судебного чиновника.
В ходе экспериментальных исследований в Шеффилде и 7 других областях страны в 2015 году судебные медики рассмотрели 27 000 случаев смертей, происшедших с 2008 года, и установили, что 25% заключений о смертях в больницах были неточными, а в 20% неправильными. Президент Королевского колледжа патологоанатомов заявил, что это было важной «независимой проверкой причин смерти».

### США
В США требования к занимающим должность широко варьируются. Так, в некоторых округах штата Висконсин для замещающего должность судебного медика нет требований к наличию специального образования или медицинским навыкам. В большинстве юрисдикций судебный медик должен иметь высшее медицинское образование, хотя на множестве территорий нет требований к образованию в области патологии. В иных же юрисдикциях более строгие требования, в том числе к дополнительному образованию в патологии, праве и судебной медицине. Судебные медики, как правило, являются назначаемыми должностными лицами и чаще всего выполняют процедуры вскрытия человеческих тел.

## В популярной культуре
Во многих криминальных телесериалах судебные медики являются частыми персонажами:
- Доктор Темперанс «Кости» Бреннан в сериале «Кости» - с помощью команды антропологов из Джефферсоновского института (аллюзия на Смитсоновский институт) под руководством доктора Темперанс Бреннан получают дела, где от тела убитого остались только кости, либо же сгнившие останки.
- доктор Макс Бергман в сериале «Полиция Гавайев» — главный судебно-медицинский эксперт, работающий в целевой группе с подчинением губернатору Гавайев
- доктор Меган Хант в сериале «Следствие по телу»
- доктор Генри Морган в сериале «Вечность»
- доктор Лэйни Пэриш и доктор Сидни Перлмуттер в сериале «Касл»
- доктор Дана Скалли в сериале «Секретные материалы»
- доктор Альберт Роббинс в сериале «C.S.I.: Место преступления»
- доктор Алекс Вудс и доктор Том Ломан в сериале «C.S.I.: Место преступления Майами»
- доктор Сид Хаммербэк в качестве главного судмедэксперта Нью-Йорка в сериале «C.S.I.: Место преступления Нью-Йорк»
- доктор Элизабет Роджерс в сериалах «Закон и порядок» и «Закон и порядок: Преступное намерение»
- доктор Мелинда Уоррен в сериале «Закон и порядок: Специальный корпус»
- доктор Дональд «Даки» Мэллард в качестве главного патологоанатома Службы криминальных расследований ВМС США в сериале «Морская полиция: Спецотдел»
- доктор Лоретта Уэйд в сериале «Морская полиция: Новый Орлеан»
- судмедэксперты вымышленной Федеральной экспертной службы в сериале «След»
- судмедэксперт Декстер Морган в Американском сериале «Декстер»
- судмедэксперт Барри Ален (Флэш) вымышленный супер герой во вселенной DC